# Tago Mago
A Tago Mago a Can harmadik nagylemeze, mely eredetileg 1971-ben jelent meg duplalemez formájában. Ezen az albumon Kenji Suzuki énekes hallható, miután korábbi énekesük, Malcolm Mooney ideg-összeroppanás miatt elhagyta az együttest. 2004-ben került kiadásra felújított változata a SACD gondozásában. Az album szerepel az 1001 lemez, amit hallanod kell, mielőtt meghalsz című könyvben.

## Az album dalai
| 1. | Paperhouse | Holger Czukay, Michael Karoli, Jaki Liebezeit, Irmin Schmidt, Damo Suzuki | 7:28 |
| 2. | Mushroom   | Czukay, Karoli, Liebezeit, Schmidt, Suzuki                                | 4:03 |
| 3. | Oh Yeah    | Czukay, Karoli, Liebezeit, Schmidt, Suzuki                                | 7:23 |

| 1. | Halleluhwah | Czukay, Karoli, Liebezeit, Schmidt, Suzuki | 18:32 |

| 1. | Aumgn | Czukay, Karoli, Liebezeit, Schmidt, Suzuki | 17:37 |

| 1. | Peking O               | Czukay, Karoli, Liebezeit, Schmidt, Suzuki | 11:37 |
| 2. | Bring Me Coffee or Tea | Czukay, Karoli, Liebezeit, Schmidt, Suzuki | 6:47  |

## Közreműködők
- Damo Suzuki – ének
- Holger Czukay – basszusgitár
- Michael Karoli – gitár, hegedű
- Jaki Liebezeit – dob, nagybőgő, zongora
- Irmin Schmidt – billentyűk, ének az Aumgn-ön